# 徐肇玥
徐肇玥（1922年—2020年10月11日），女，原籍浙江海盐，生于上海，中国传染病学专家、医学教育家，曾任上海医科大学教授、博士生导师。